# Candle in the Wind
"Candle in the Wind" là ca khúc được sáng tác bởi Elton John và Bernie Taupin. Ca khúc được viết vào năm 1973 để tưởng nhớ Marilyn Monroe, người qua đời vào 11 năm trước.
Năm 1997, John viết lại lời ca khúc này và trình diễn để tưởng nhớ tới Diana, Vương phi xứ Wales. Ca khúc này sau đó được phát hành dưới dạng đĩa đơn và có được vị trí quán quân tại rất nhiều quốc gia trên thế giới, và thực tế có được thành công lớn hơn rất nhiều so với ấn bản gốc khi đứng thứ 2 trong Danh sách đĩa đơn bán chạy nhất thế giới.